# Grindelia confusa
Grindelia confusa là một loài thực vật có hoa trong họ Cúc. Loài này được Steyerm. mô tả khoa học đầu tiên năm 1938.